# 浜名優美
浜名 優美（はまな まさみ、男性、1947年11月5日 - 2020年2月25日）は、日本のフランス文学者、翻訳家。南山大学名誉教授。フェミニズムなども研究した。

## 人物
群馬県群馬郡久留馬村生まれ。1966年群馬県立高崎高等学校卒業。1971年早稲田大学第一文学部フランス文学専修卒業、1977年同大学院文学研究科フランス文学専攻博士後期課程満期退学。1979年までパリ第3大学に留学。
南山大学文学部助教授、1991年教授。1995年ブローデル『地中海』で日本翻訳文化賞受賞。2000年南山大学総合政策学部教授および副学長を務めた。2010年南山学園常務理事。2011年南山大学附属小学校学監。
妻の浜名エレーヌは椙山女学園大学教授。
2020年2月25日に死去。72歳没。死没日をもって従五位叙位、瑞宝中綬章追贈。

## 著書
- 『ブローデル『地中海』入門』（藤原書店） 2000

## 翻訳
- 『現代フランス哲学12講』（ジャック・デリダほか、中沢新一, 西谷修ほか共訳、青土社） 1986
- 『性的差異のエチカ』（リュス・イリガライ、産業図書） 1986
- 『心をポケットに入れて』（クリスチーヌ・アヴァンタン、マガジンハウス） 1988
- 『他者の耳 デリダ「ニーチェの耳伝」・自伝・翻訳』（ジャック・デリダ、Cl・レヴェック, C・V・マクドナルド編、庄田常勝共訳、産業図書） 1988
- 『出来事と危機の社会学』（エドガール・モラン、福井和美共訳、法政大学出版局、叢書・ウニベルシタス） 1990
- 『考える物質』（ジャン=ピエール・シャンジュー, アラン・コンヌ、産業図書） 1991
- 『差異の文化のために わたし,あなた,わたしたち』（リュス・イリガライ、法政大学出版局、りぶらりあ選書）　1993
- 『奔放な読書 本嫌いのための新読書術』（ダニエル・ペナック、浜名エレーヌ共訳、藤原書店） 1993
- 『哲学・科学・宗教 『ル・モンド』インタビュー集』（ル・モンド・エディション編、丸岡高弘共訳、産業図書） 1995
- 『プロヴァンスの秘密 愛と復讐のシャトー・デ・ゾリヴィエ事件』（フレデリック・エブラール、集英社） 1995
- 『理性と美的快楽 感性のニューロサイエンス』（ジャン=ピエール・シャンジュー、岩田誠監訳、木村宣子共訳、産業図書） 1999
- 『真理を求める人間 アロステリックタンパク質の発見から認知神経科学へ』（ジャン=ピエール・シャンジュー、木村宣子, 山本規雄共訳、産業図書） 2005
- 『ペナック先生の愉快な読書法 読者の権利10ヵ条』（ダニエル・ペナック、木村宣子, 浜名エレーヌ共訳、藤原書店） 2006
- 『キリスト教の歴史 現代をよりよく理解するために』（アラン・コルバン編、監訳、藤本拓也, 渡辺優訳、藤原書店） 2010
- 『叢書アナール 1929 - 2010 歴史の対象と方法』全5巻（エマニュエル・ル・ロワ・ラデュリ, A・ビュルギエール監修、監訳、藤原書店） 2010 - 2017

### ルソー関連
- 『英雄の徳とはなにか』（ルソー、白水社、ルソー全集4） 1978
- 『ヴォルテール氏への手紙』（ルソー、白水社、ルソー全集5） 1979
- 『ルソー・コレクション 文明』（ルソー、川出良枝選、山路昭, 阪上孝, 宮治弘之共訳、白水社） 2012
- 『告発と誘惑 ジャン＝ジャック・ルソー論』（ジャン・スタロバンスキー、井上櫻子共訳、法政大学出版局、叢書・ウニベルシタス） 2019

### ブローデル関連
- 『地中海』全5巻（フェルナン・ブローデル、藤原書店）
  1. 「環境の役割」 1991.11　ISBN 4938661373
  2. 「集団の運命と全体の動き1」 1992.6　ISBN 4938661519
  3. 「集団の運命と全体の動き2」 1993.6　ISBN 4938661802
  4. 「出来事、政治、人間1」 1994.6　ISBN 4938661950
  5. 「出来事、政治、人間2」 1995.3　ISBN 4894340119
- 『ブローデル帝国』（M・フェロー他、F・ドス編、監訳、藤原書店） 2000
- 『ブローデル伝』（ピエール・デックス、藤原書店） 2003
- 『地中海をめぐって』（ブローデル、監訳、坂本佳子, 高塚浩由樹, 山上浩嗣訳、藤原書店） 2004
- 『歴史学の野心』（ブローデル、監訳、尾河直哉, 北垣潔, 坂本佳子, 友谷知己, 平澤勝行, 真野倫平, 山上浩嗣訳、藤原書店） 2005
- 『日常の歴史』（ブローデル、監訳、井上櫻子, 北垣潔, 平澤勝行, 真野倫平, 山上浩嗣訳、藤原書店） 2007

## 論文
- <浜名優美